# 农业化工
农业化工 是应用化学的一个分支，它用农产品生产工业产品，农业化工（chemurgy）是化学家William J. Hale创造的，1934年第一次正式公开发表是在他的著作《农业化工》"The Farm Chemurgic"。

## 历史

### 二十世纪
二十世纪早期，农业化工有了些许发展例如：很多产品都是用纤维素做的，像毛刷、电影胶片。二十世纪二十年代伊始，William J. Hale、农业记者Wheeler McMillen等一些著名的美国人，开始倡议农民与工业之间要有更广泛的联系。1930年左右，汽车制造商亨利·福特开始试验农产品在汽车工业中的潜力，很快就发现大豆前景光明。福特汽车公司把大豆应用到变档手柄和喇叭按钮之类的部件中。
1935年，农业化工委员会（后更名为全国农业化工委员会）在美国成立，以促进可再生原材料在工业中的应用。开始，美国农工委引起了公众的广泛关注。罗斯福政府把它当作政治威胁，因为农工委的负责人们质疑美国农业部的政策方针。最初，他们着重演示Agrol(酒精汽油掺混燃料)的优势，引起了石油工业的强烈反对。加上管理和资金困难，Agrol试验工厂于1938年关闭。农工委主席Wheeler McMillen决定让农业化工运动与酒精保持距离，回避石油工业，谨慎行事。
农工委因为一位密西西比参议员Theodore G. Bilbo走运了，这位议员要为他地区过剩的棉花寻找出路，为了使他的目标更具政治吸引力，他支持一个更广泛的研究项目。最后，四个地区性的农业实验室部门获得1938年农业调整法案的授权建立，他们决定为农产品寻求新的应用。这四个实验室成立在宾夕法尼亚州温德穆尔、路易斯安那州新奥尔良、伊利诺伊州皮奥里亚和加利福尼亚州奥尔巴尼。许多年后，他们的研究范围扩大，不再完全以农业化工为主。不管怎样，这些实验室的加入标志着农业化工运动从被罗斯福政府批评转向被政府明确支持。
二十世纪五十年代，农业化工表现的前景广阔。例如，1951年12月3日刊的《新闻周刊》中，有一篇文章称“农业化工这股洪水看来要泛滥了”。但是农产品原材料的应用发展的同时，石油的应用也在发展，最后不可再生原材料在很多市场上胜利了，例如：石化洗涤剂的广泛应用取代了以农产品为原料的肥皂，石化塑料包装材料广泛取代了玻璃纸。农工委走了下坡路，最后于1977年关闭。

### 在二战中起到的作用
二战中农业化工证明了自己的价值，特别是在日本切断了美国的橡胶供应后，农业化工缓解了橡胶短缺问题。战争期间，玉米被作为大多数合成橡胶的原材料。许多其它的农作物被研究用于橡胶的来源，例如银胶菊、青胶蒲公英 (俄罗斯蒲公英)。美国中西部地区鼓励学生采集马利筋毛，这种曾经令人讨厌的东西被用于填充军用救生衣。爱荷华州的一位牧师甚至因鼓励会众种植大麻上了新闻，这种曾经的毒品不得不让步于军队对绳索的需求。

### 二十一世纪
近几年，早已经不用的农业化工开始复苏。1990，热衷者们在华盛顿召开的近代农业化工大会上97岁的Wheeler McMillen发表了演讲。大会发起了新应用委员会，发扬农业化工委员会曾经的事业。
喬治·華盛頓·卡弗是该领域最著名的科学家之一。

## 文献
- Kenaf for jute (rope)
- castor oil for petroleum-based oil (lubrication)